# Siva
Siva je uz crnu i bijelu boju jedna od akromatskih boja, dakle nije jedna iz spektra boja, već je mješavina između potpune refleksije blještavila sunčeva svijetla i njene potpune suprotnosti – totalnog upijanja svih fotona, odnosno crne.

## Izgled i karakteristike
Zbog gore navedenog, sivu zovu i bojom bez ikakvih emocija, neutralnom i nepristranom bojom (kakav je i svijet koji svaki dan vidimo, jer čiste boje spektra vidimo samo u rijetkim prilikama).
Siva je boja kompromisa, niti je crna, niti je bijela, ona je prijelaz između dviju ne-boja. Kada ide više prema crnoj postaje dramatičnija i tajanstvena, a kad se približava bijeloj postaje srebrna i čini se življom i realističnijom.
Kako je ljudi doživljavljaju kao mirnu i neomotivnu boju, ona je odavna predstavljala znak stabilnosti, staloženosti i mira, zbog tog su mnoge uniforme državne administracije uvijek preferirale sivu.